# デート〜恋とはどんなものかしら〜
『デート〜恋とはどんなものかしら〜』（デート こいとはどんなものかしら）は、2015年1月19日から3月23日まで毎週月曜日21時 - 21時54分に、フジテレビ系の「月9」枠で放送された日本のテレビドラマである。古沢良太脚本によるオリジナル作品。
本作は、恋愛力ゼロ・恋愛感情ゼロの「どこか欠点のある男女」が織りなす恋愛ドラマである。ドラマの舞台は横浜市を中心に展開される。
主演の杏は「月9」枠では本作が初出演かつ初主演で、共演の長谷川博己も本作が「月9」初出演となる。
同年9月28日に、スペシャルドラマ『デート〜恋とはどんなものかしら〜2015夏 秘湯』が放送された。
2016年に中国で、郭暁東の主演でリメイク版ドラマが制作された。

## あらすじ
内閣府の研究所で働く藪下依子は、父親から見合いを勧められる。しかし、恋愛経験が無く、結婚は相手との「契約」と捉える依子は、ことごとく見合いに失敗し、結婚相談所に登録。一方、自身を高等遊民と称する谷口巧は、女性と新しく出会うことで働く意欲を持って欲しいと願う幼馴染の島田宗太郎によって、勝手に結婚相談所に登録させられる。依子は巧のプロフィールに記載してある身長や生年月日などの数字が全て素数で構成されていることに興味を持ち、デートをすることになる。
恋愛感情の無い理念だけの交際と割り切り、さらに依子に想いを寄せる鷲尾豊、宗太郎の妹・島田佳織が割り込み四角関係となってしまうが、二人は不器用ながら互いに気になる間柄となっていく。

## キャスト

### 主要人物
藪下 依子（やぶした よりこ）〈29〉
演 - 杏（少女期：内田愛）
国家公務員。東京大学大学院数理科学研究科数理科学専攻でミレニアム問題の研究をした後、内閣府経済総合研究所に入所。現在は横浜研究所に出向中の研究員であり、地方自治体の公共施設における民間型不動産価値から見た公民連携手法に関する数理モデル・応用の研究論文を作成している。いわゆる「リケジョ」だが、自身はそのように呼ばれることは嫌う。官舎で一人暮らし。
誕生日は1985年3月22日、血液型はAB型。肩こり体質。
物の配置などに対して数ミリ単位のずれも即座に修正したり、毎日の服装や食事に至るまで、自身が決めた生活習慣・法律・恋愛マニュアルの各種を遵守し、常に規則正しく行動。通勤やデート場所への移動の際はスクーターのビーノを使い、ここでも法定速度を正確に守る運転をしている。
発言は非常に冷静かつ合理的・理論的。情報処理の能力が高く、仕事は1人で5人分の働きをこなす。数値に対する驚異的な記憶力を持ち、円周率を2万3千桁まで暗記する等、一度見た数字は決して忘れない。また、高校時代に「歩け歩け大会」において65km歩いたことがある。
反面、四角四面で融通が利かず他人へのデリカシーに欠けるため、無自覚に相手を怒らせることも多い。それゆえ幼稚園以来、通算14人から「心が無い」と言われたことから、それを認めざるを得ないことも自覚している。
しかし、単に愛情や感情といった数値化できない事柄に疎いだけで、自分が結婚できないのではないかと心配する父の心情を理解し苦悩したり、巧にクリスマスプレゼントとして送った若年無業者支援の資料に自ら詳細な書き込みをする等、不器用ながらも親身になった配慮をしようとする面がある。
「目標のためには努力を惜しまない」ことを信条としており、そのためには非常に情熱的かつ積極的に行動するが、合理性・効率性を重んじるあまり行き過ぎることもしばしば。
母のような研究者を目指し、母が生前解けなかった問題を解こうと大学・大学院と研究を続けたが挫折。3日間死んだように眠り続け目覚めた後、父と同じ公務員を志し、短期間で国家公務員試験に合格した。
結婚相談所の資料に記載された、生年月日・身長・体重がすべて素数の巧のデータに興味を持ちデートを申し込む。2回目のデート中、彼からのプロポーズと共にその素性を知り丁重に断ったものの、その後カップリングパーティーで再会、ふとした縁で交際を続行することになる。巧と夫婦生活に際する契約書を作成し、結納まで漕ぎついたものの結局取り止めとなる。
幼少より恋愛事に全く関心がない態度を貫いており、結婚の目的も「国の少子化対策に貢献し、国のGDP低下の抑制」と決めつけ、ならびに「お互いが有益な共同生活を送る上での契約に過ぎない」と述べるなど結婚論もドライな感情しか持っていない。しかしその一方で本心では本当の「恋」をすることに憧れている。交際を申し込まれていた鷲尾と付き合い、誕生日にはプロポーズされた。しかしお互いに本当の恋をしていた相手は巧だと気付き、再び巧と付き合うことになる。
谷口 巧（たにぐち たくみ）〈35〉
演 - 長谷川博己（少年期：山崎竜太郎）
35歳の健康体でありながら、労働を拒否し母親に扶養されつつ読書や映画鑑賞等をして日々を過ごす高等遊民を称する若年無業者である。母の年齢や老いを感じ、新たに「寄生」出来る相手を探し結婚する方法にいきつく。
無職では良い相手に巡り合わないとの宗太郎の配慮から結婚相談所には出版社勤務として登録。このことをきっかけに、依子と出会う事になる。
誕生日は1979年7月23日、血液型はA型。13年にわたる引きこもり生活を送っていたため、人ごみや雑踏、長距離の電車移動等が苦手で外出のたび体調を崩していたが、依子との交際の過程で外出の機会が増え徐々に改善されている。
身なりは小綺麗ではあるが、「聖域」と称した自室には小説・漫画・映画ソフトなどが山積みとなっており、自身もこれらの作品の台詞をたびたび引用する。
プライドの高さゆえに自らの生き方に対する否定的な意見には強い拒否反応を示し、趣味で得た豊富な知識とそれに基づく独自の理論を展開し他者を論破しようとする傾向がある。また趣味の話になると相手の反応はお構いなしにうんちくを傾ける、いわゆる典型的な「オタク」気質の持ち主。しかし、自らの過ちに気付けばそれを認め相手に謝罪する素直さを持つ、本質的には繊細で心優しい性格。
理想のタイプは「オードリー・ヘプバーン、原節子、峰不二子、メーテルを足して4で割った女性」。
学生時代はスポーツ万能・成績優秀な人気者でかつ親孝行でもあったが、表現者を目指した自身の才能に限界を感じ挫折した上に就職活動にも失敗し、現在に至る経緯を持つ。
女性とのファーストキスも未経験だったが、年末のカウントダウンパーティで佳織が図らずもその相手となる。
依子と別れた後、想いを寄せられていた佳織と付き合い、一緒に母の美術教室を継ぐことになったが、お互い本当の恋をしていた相手が依子だと気づき、依子と再度付き合うことになる。

### 依子の関係者
藪下 俊雄（やぶした としお）〈56〉
演 - 松重豊
依子の父。板橋区役所職員で都市計画課課長。
公務員の家系の生まれ。一風変わった娘依子のことをいつも気にかけている。涙もろい性格。
剣道仲間の鷲尾を気に入り依子に引き合わせ2人の交際を応援している。その一方、ニートで変わり者の巧には当初は不信感を抱いていたが、人間性については認めるようになった。
実は依子と同じく小夜子の姿が見えており、たびたび会話している。依子と巧の再交際の後、健康診断で知り合った25歳年下の看護師との見合いを薦められていたが、小夜子の言葉で考え直すようになる。
藪下 小夜子（やぶした さよこ）〈没年39〉
演 - 和久井映見
依子の母。生前は才能に長け将来を有望視された優秀な数学者だったが、依子が12歳のときに胃がんでこの世を去る。
既に故人だが、依子や俊雄の意識下にその場や話題に合った服装で現れては助言を与えたり、会話したりしている。
依子と同様理論的な性格ながら、成績も女性としても上回っていた事に娘の依子はコンプレックスを抱いている模様。
鷲尾 豊（わしお ゆたか）〈26〉
演 - 中島裕翔（Hey! Say! JUMP）
スポーツ用品メーカー営業部社員。誕生日は1988年8月9日。俊雄の剣道仲間で、依子の結婚相手として見初められていた。本人も早くから依子に想いを寄せ、何度断られてもめげずにアプローチを続けていた。
一人称は「自分」。硬派で一本気、誰もが認める「好青年」で、初対面の依子の伯母夫婦にも気に入られる。一方で、俊雄からの依頼で依子と巧のデートを尾行したり、巧の「出版社勤務」が嘘であることを独自に突き止め暴露。カウントダウンパーティでは宗太郎に唆され、巧と依子の間に割って入り依子の唇を奪うなど、行動は空回り気味。
バレンタインデーにチョコレートと共に「恋がしたい」という依子の願いを受けとめ、交際を開始する。依子の誕生日にプロポーズをするが、彼女が本当に恋をしていた相手が巧であることを痛感し、涙ながらに身を引く。
その後、今度付き合いたいタイプに佳織によく似た女性像を挙げている。

### 巧の関係者
谷口 留美（たにぐち るみ）〈61〉
演 - 風吹ジュン
巧の母。自宅に子供たちを集めて美術教室を営む。
ニートの巧を茶化しながらも明るく大らかに受け入れている。確執する巧と努の間を取り持ったり、言葉や配慮に欠ける変わり者の依子のことを気にかけ、フォローする細やかさも併せ持つ温和で優しい性格。フラダンスが趣味。
依子と巧の結納が取り止めになった際、予約をしていた結婚式場で、これまで挙げていなかった努との結婚式を行う。
谷口 努
演 - 平田満（第7話 - 最終話）
巧の父。元教育評論家。就職に失敗した巧が引きこもりになったことで荒れ、家を出て以来13年間絶縁状態となる。その後は仕事も辞め、古いアパートで独り暮らしをして日雇い労働で生計を立てていた。
実は数年前に偶然再会した留美が努のアパートに通うようになり月に数回会っていたのだが、そのことを巧は知らなかった。
自身を「世捨て人」と称し、『世捨て人の晴耕雨読』というブログに採点付きの映画レビューを書き込むなど、本質的には巧と似た気質を持っている。
口癖は「今更どのツラ下げて」。
島田 宗太郎（しまだ そうたろう）〈35〉
演 - 松尾諭
巧の幼馴染。ニートの巧を何かと気にかけている。
家業の工務店を経営し、町内会長も務めているロックな男。
妻帯者だが、宗太郎のコロンビア人女性との不倫により、妻には既に逃げられており、巧の付き添いと称してカップリングパーティーに参加したり、女性にたびたびアプローチをかけている。
依子との間柄が順調に行きつつある巧へのやっかみと、佳織の巧への想いを少しでも彼に知ってほしいという兄としての情から、依子に想いを寄せる鷲尾を唆す。
島田 佳織（しまだ かおり）〈32〉
演 - 国仲涼子（少女期：高野友那）
宗太郎の妹。人情味溢れる元ヤンキー。巧の結婚が上手くいくようにアドバイスを送る。
留美の美術教室の元教え子で、画家志望だがまだ絵は売れていないため、実家の工務店を手伝いながら美術教室をアトリエとして利用。その流れで教室の手伝いもするようになる。
明るくサバサバとした性格で、依子の変わっている面にもあまり物怖じせず、仲間として接する。
巧が初恋の相手だったが、恋愛に無関心を貫く巧に思いを伝える事ができないままでいた。それ故、今まで付き合った相手とは結婚まで考えたこともあったが、全て上手く行かなかった。
一度は巧と交際し、一緒に留美の美術教室を継ぐことになったが、巧が本当に恋をしていた相手は依子だと気付き身を引く。その後付き合いたいタイプに鷲尾のような男性像を挙げていた。

### ゲスト
キャスト横括弧内の話数は初登場回以外の出演回。

#### 第1話
牛窪 恵
演 - 本人
評論家としてTV番組に出演。
「恋愛経験の不足が、結婚が遠のくだけではなく凶悪犯罪を引き起こす要因となる」とコメントする。

#### 第2話
ケンヤ
演 - 柳喬之
エリナ
演 - 秋月三佳
上記2名は依子や巧にテーマパークデートを指南するカップル。

#### 第3話
岡島
演 - 岡田浩暉
心理カウンセラー。
カップリングパーティーから抜け出した依子と偶然出会い、バーに誘う。
泥酔した彼女を介抱するためホテルの部屋に連れて行くところを偶然巧に目撃される。
みどり
演 - 杉本彩
カップリングパーティー参加していた会社経営者。老後を有意義に過ごすため、尊敬できるパートナーを探す。
秀子
演 - 三倉茉奈
カップリングパーティー参加者。ロック好きの宗太郎とは音楽の話題で盛り上がり、2人でパーティーを抜け出す。
サディズムな性的嗜好の持ち主だったため、宗太郎はとんでもない目に合ってしまう。
榊原 まゆ
演 - 吉谷彩子
カップリングパーティー参加者。少女漫画家志望で巧と意気投合したが、執筆中の漫画を酷評されたことに激怒。巧を罵倒しその場を立ち去る。
奥田
演 - 松下洸平
カップリングパーティー参加者の中で、依子が評価する順位は3位。彼女から最も無難な相手だと思われる。
浅井
演 - 金時むすこ
カップリングパーティー参加者。果樹園経営者。
庄田 美紀
演 - 桜川博子
カップリングパーティー参加者。不動産会社社員。
藤本 武志
演 - 小川あつし
カップリングパーティー参加者。自動車メーカー役員。
秘書
演 - 田中えみ
鷲尾が接待ゴルフをした取引先の社長の姪。鷲尾のことが好きで伯父のゴルフに同行し、その帰りに鷲尾に送ってもらうもフラれる。

#### 第5話
カウントダウンパーティー司会者
演 - 寺島進

#### 第6話
富田 初枝
演 - 田島令子
俊雄の姉で、依子の伯母にあたる。節度に厳しい性格。ニートである巧をよく思わず、好青年の鷲尾を気に入る。
富田 康行
演 - 田口主将
初枝の夫。子供がいないためペットの「太郎」を我が子のように可愛がり、常に連れ歩いている。

#### 第8話
店主
演 - いしのようこ
19年前に小夜子が依子を連れ、バレンタインチョコを買いに行った洋菓子店の店主。
将来依子が来店した時、小夜子が選んだチョコのセットを渡すよう約束されていた。
洋菓子店の客
演 - 桜井千寿
娘を連れて来店し、依子が19年前の記憶を思い出すきっかけとなる。
用務員
演 - 菅登未男
依子が通っていた小学校の用務員。

#### 最終話
老婦人
演 - 白石加代子
依子と巧が乗り合わせたバスの前の席に座っていた乗客。
自らの過去の壮絶な恋を2人に語り、降車間際持っていたリンゴを依子に誕生日プレゼントとして手渡す。
宗太郎の妻
演 - 石川ひとみ
別居中で離婚寸前だったが、最終話でよりを戻したことが宗太郎の口から語られる。
俊雄の見合い相手
演 - 羽村純子

#### スペシャル
橋本 彦乃
演 - 芦名星
小夜子の墓参りで出会った和服の女性。婚前旅行に出かけた修善寺温泉の温泉旅館の若女将。
日下部
演 - えなりかずき
国家公務員。依子の同期。警察庁から警視庁公安部へ出向中。
その他（ニュースキャスター役）
演 - 木下康太郎、島田彩夏

## スタッフ
- 脚本 - 古沢良太
- 音楽 - 住友紀人
- 主題歌 - chay「あなたに恋をしてみました」（ワーナーミュージック・ジャパン）[6][7]
  - オープニング - ザ・ピーナッツ「ふりむかないで」（キングレコード）[8][9]
- 演出 - 武内英樹、石川淳一、洞功二
- タイトルバック - Akari,Inc
- ダンス振付・指導・フラッシュモブ監修 - 幸（みゆき）
- スタントコーディネート - 釼持誠
- フードコーディネート - 住川啓子
- モーターサイクルコーディネーター - 大谷奈津江
- 絵画協力 - 殿坂友里恵
- フラダンス指導 - 福島真橘
- 協力 - バスク、フジアール、FILM
- 撮影協力 - YAMAHA
- 映像協力 - Les Parapluies de Cherbourg（C）1993 Ciné-Tamaris（第1話）
- 詩集引用 - テラヤマワールド（第1話）
- 演出補 - 洞功二、瀬古裕樹（共に連続ドラマ）、大畑真治（スペシャル）
- プロデュース補 - 久保田育美
- 編成企画 - 成河広明、狩野雄太
- プロデュース - 山崎淳子
- 制作 - フジテレビ
- 制作著作 - 共同テレビ

## 放送日程
| 各話                                                           | 放送日  | サブタイトル                                                     | 演出     | 視聴率 |
| -------------------------------------------------------------- | ------- | ---------------------------------------------------------------- | -------- | ------ |
| 第1話                                                          | 1月19日 | 恋の仕方がわかりません!! 契約で結婚が出来ますか!?                | 武内英樹 | 14.8%  |
| 第2話                                                          | 1月26日 | あなたに寄生したい!! 高等遊民に恋出来ますか?                     | 武内英樹 | 13.6%  |
| 第3話                                                          | 2月02日 | 初お見合いは未知との遭遇!? 恋愛不適合女を救出せよ!!              | 石川淳一 | 11.0%  |
| 第4話                                                          | 2月09日 | 彼女が恋愛できない訳、彼が高等遊民になった理由。                 | 石川淳一 | 12.4%  |
| 第5話                                                          | 2月16日 | 無理して実行お泊り計画!! 初キスは波乱の幕開け!?                  | 武内英樹 | 11.1%  |
| 第6話                                                          | 2月23日 | 彼女の実家へ初訪問!! 奇跡呼ぶ涙のレシピが恋の鍵!?                | 洞功二   | 11.6%  |
| 第7話                                                          | 3月02日 | 親の気持ちを子は知らず!? 母の終活決め手は結婚!!                  | 石川淳一 | 10.4%  |
| 第8話                                                          | 3月09日 | ついに結納!! 涙の真相告白〜本当の恋がしてみたい                  | 武内英樹 | 13.9%  |
| 第9話                                                          | 3月16日 | 恋愛できない2人が本当の恋をした 高等遊民誕生の秘密と結婚式の思い | 石川淳一 | 12.3%  |
| 最終話                                                         | 3月23日 | こんな愛の告白、あり得ない…!? 運命の恋が巻き起こす誕生日の奇跡   | 武内英樹 | 13.5%  |
| 平均視聴率 12.5%（視聴率はビデオリサーチ調べ、関東地区・世帯） |         |                                                                  |          |        |

### スペシャルドラマ
- 2015年9月28日21時 - 23時18分に放送。

| 放送日         | サブタイトル                                 | 演出     | メインゲスト | 視聴率 |
| -------------- | -------------------------------------------- | -------- | ------------ | ------ |
| 2015年09月28日 | デート〜恋とはどんなものかしら〜 2015夏 秘湯 | 武内英樹 | 芦名星       | 9.5%   |

## 受賞
- 第52回ギャラクシー賞テレビ部門 (2014年度)[12]
  - 選奨
  - 個人賞 - 杏（本作ほか『花咲舞が黙ってない』、ドラマスペシャル『クロハ〜機捜の女性捜査官〜』の演技に対して
- 第84回ザテレビジョンドラマアカデミー賞[13]
  - 最優秀作品賞
  - 主演女優賞（杏）
  - 助演男優賞（長谷川博己）
  - 脚本賞（古沢良太）
  - 監督賞（武内英樹、石川淳一、洞功二）
- 東京ドラマアウォード2015[14]
  - 連続ドラマ部門・優秀賞
- 第24回橋田賞
  - 橋田賞（古沢良太）[15]

## 関連商品
Blu-ray・DVD
『デート〜恋とはどんなものかしら〜』 / Blu-ray BOX
本編4枚組。2015年6月17日発売、発売元：フジテレビ / 共同テレビ、販売元：ポニーキャニオン。
『デート〜恋とはどんなものかしら〜』 / DVD-BOX
枚数、発売日など同上。

サウンドトラック
フジテレビ系ドラマ『デート〜恋とはどんなものかしら〜』オリジナルサウンドトラック Soundtrack 住友紀人 2015年2月25日発売、販売元：ポニーキャニオン
単行本
『デート〜恋とはどんなものかしら〜』(ノベライズ) 著：木俣冬 、出版社：扶桑社、2015年3月25日発売
『デート〜恋とはどんなものかしら〜』脚本：電子書籍 2021年5月1日発売

## 中国版
2017年2月21日から、中国の騰訊視頻にて配信された。日本未公開。

### キャスト
- 欧陽宇飛（オーヤン·ユフェー）（谷口巧に相当）：郭暁東（中国語版）（グオ·シャオドン）
- 陸依依（ル·イイ）（藪下依子に相当）：王姿允（中国語版）（レン·ワン）
- 董子駿（ドン·ズジュン）（鷲尾豊に相当）：樊野（中国語版）（エジソン·ファン）
- 陸善家（ル·サンジャ）（藪下俊雄に相当）：王偉忠（中国語版）（ワン·ウェーチョン）
- 孫小符（ソン·シャオフ）（島田宗太郎に相当）：李泓良（中国語版）（リ·ホンリャン）
- 孫香香（ソン·シャンシャン）（島田佳織に相当）：朱夢瑶（中国語版）（チュ·モンヤオ）

### スタッフ
- 脚本 - 田暁威（中国語版）（テェン·シャオウェー）、朱珠（ジュ·ジュ）
- 演出 - 田暁威
- プロデュース - 孫佳亮（中国語版）（ソン·ジャリャン）
- 製作 - 上海尚世影業有限公司（中国語版）